# 吡啶-2,4-二甲酸
吡啶-2,4-二甲酸或2,4-吡啶二甲酸（英語： 或 ）是一种杂环有机化合物，化学式C7H5NO4，是吡啶二甲酸的六个同分异构体之一。